# Hubertus Schmoldt

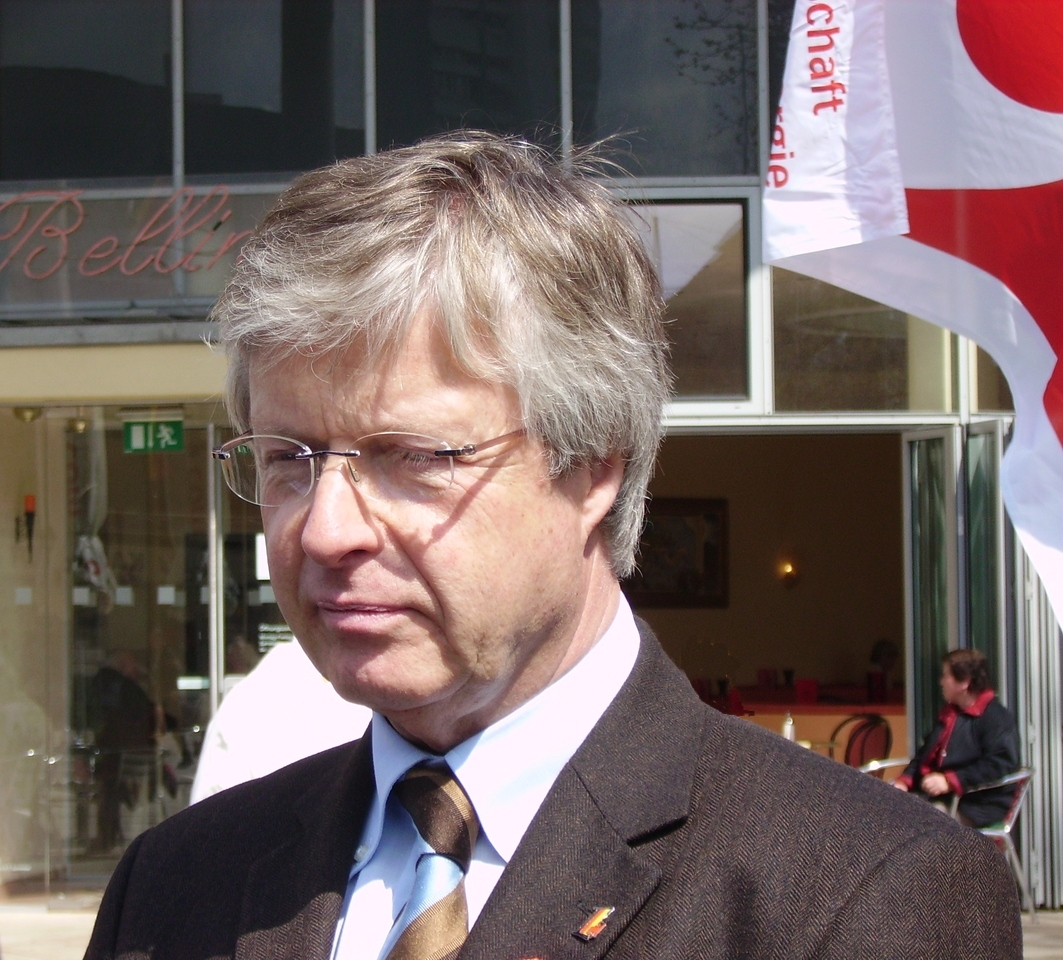
Hubertus Schmoldt am 1. Mai 2008

Hubertus Schmoldt (* 14. Januar 1945 in Posen, Deutsches Reich) ist ein deutscher Gewerkschafter. Er war 1997 bis 2009 Vorsitzender der Gewerkschaft IG Bergbau, Chemie, Energie (IG BCE). Die IG BCE ist 1997 aus einer Fusion der drei Gewerkschaften IG Bergbau und Energie, IG Chemie-Papier-Keramik und Gewerkschaft Leder entstanden.

## Werdegang
Schmoldt machte bei der Wolff Walsrode AG eine Ausbildung zum Maschinenschlosser. 1963 wurde er Mitglied in der IG Chemie-Papier-Keramik (IG CPK) und hatte ab dann diverse Posten in Gremien der Jugendvertretung und der IG CPK.
Er trat 1966 in die SPD ein. Schmoldt studierte von 1966 bis 1969 im 19. Lehrgang an der Hochschule für Wirtschaft und Politik in Hamburg.
Schmoldt war seit 1969 hauptamtlicher Gewerkschafter und wurde im September 1995 auf dem Gewerkschaftstag in Hannover zum neuen Vorsitzenden der IG Chemie-Papier-Keramik gewählt. Nach der Fusion der drei Gewerkschaften (siehe oben) wurde er 1997 deren Vorsitzender. Nach zwölfjähriger Amtszeit kandidierte er zum 4. Gewerkschaftskongress im Oktober 2009 nicht mehr. Zu seinem Nachfolger wurde Michael Vassiliadis gewählt.
Schmoldt war Mitglied des Aufsichtsrates der Bayer AG, stellvertretender Aufsichtsratsvorsitzender der E.ON AG, der BP und weiterer Unternehmen.
Er ist Mitglied des Aufsichtsrates der RAG Aktiengesellschaft (ehemals Ruhrkohle AG).
Er war Mitglied des „Lenkungsrat Unternehmensfinanzierung“ im Wirtschaftsfonds Deutschland, der während der Wirtschaftskrise 2009/2010 bestand.

## Veröffentlichungen
- Hubertus Schmoldt: Ich verdanke unserer HWP sehr viel. In: Björn Engholm, Dieter Koch, Christian Wiechel-Kramüller (Hrsg.): Lernen. Lehren. Leben. Absolventinnen und Absolventen der HWP erinnern sich, Verlag: WIEKRA Wissen, Suhlendorf 2022, S. 84–87, ISBN 978-3-940189-23-3.

## Auszeichnungen
- 2005: Ehrenring der Stadt Garbsen
- März 2010: Großes Verdienstkreuz[3]
- 2011: Verdienstorden des Landes Nordrhein-Westfalen